# Trường Cao đẳng Công thương Miền Trung
Trường Cao đẳng Công Thương Miền Trung là trường công lập (tên tiếng Anh: MIENTRUNG INDUSTRY AND TRADE COLLEGE - Viết tắt MITC) tại Tuy Hòa.

## Nhân sự
Tính đến năm 2018, đội ngũ cán bộ, giảng viên của trường có hơn 200 người. Trong đó: Tiến sĩ/ Nghiên cứu sinh: 40 người, Thạc sĩ: 150 người

## Cơ sở vật chất
- Tổng diện tích trên 16 ha
  1. Cơ sở Chính: 261 Nguyễn Tất Thành, Phường 2, Tp Tuy Hòa, Tỉnh Phú Yên
  2. Cơ sở 2: 01 Đường Nguyễn Hữu Thọ, Phường 9, Tp Tuy Hòa, Tỉnh Phú Yên

- Diện tích xây dựng: 30.504,2 m²
- Diện tích giảng đường/ phòng học: 14.135 m²
- Số lượng phòng học: 115 phòng (Cơ sở 1: 59 phòng; Cơ sở 2: 56 phòng mới xây)
- Diện tích thư viện: 2.765 m²
- Số đầu sách trên 49.000 cuốn, không kể các loại sách báo, tạp chí...
- Hệ thống phòng thí nghiệm, thực hành $ phòng học chuyên môn:

Các phòng học chuyên môn, phòng thí nghiệm chuyên ngành đáp ứng tốt nhất cho việc giảng dạy, học tập, cụ thể:
+ Khoa Khoa học cơ bản:
- Phòng thí nghiệm vật lý
- Phòng học ngoại ngữ
+ Khoa Tài nguyên môi trường:
- Phòng thí nghiệm địa chất cơ sở
- Phòng thí nghiệm địa chất khoáng sản
- Phòng thí nghiệm địa chất thủy văn - công trình
- Phòng vẽ bản đồ
- Phòng công nghệ thông tin GIS
+ Khoa Công nghệ Hóa: - Sinh
- Phòng phân tích hóa lý
- Phòng phân tích quang phổ
- Phòng thí nghiệm hóa thực phẩm
- Phòng thí nghiệm hóa sinh
- Phòng thực hành công nghệ hóa
+ Khoa Kế toán Tài chính:
- Phòng thực hành Kế toán máy
- Phòng thực tập ảo
+ Khoa Điện - Tự động hóa:
- Phòng thí nghiệm kỹ thuật điện
- Phòng thí nghiệm cơ điện tử
- Phòng thí nghiệm Điện tử công suất
- Phòng thí nghiệm Nhà máy nhiệt điện
- Phòng thí nghiệm Điện tử Công nghiệp
- Phòng thiết bị điện, truyền động điện
- Phòng thí nghiệm điều khiển lập trình PLC
- Phòng thí nghiệm Tự động hóa
- Phòng thực hành Máy lạnh gia dụng
- Phòng thực hành Hệ thống lạnh Công nghiệp
- Phòng thực hành lắp đặt điện công nghiệp
- Phòng thực hành Điều khiển điện
- Phòng thực hành Điện cơ bản
- Phòng thực hành Máy điện
- Phòng thực hành Hệ thống điện
+ Khoa Cơ khí:
- Phòng thí nghiệm khí nén
- Phòng thực hành dung sai - đo lường
- Phòng thực hành CNC
- Phòng Auto CAD
- Phòng thí nghiệm cơ khí động lực
- Phòng học chuyên môn cơ khí.
+ Khoa Điện tử - Tin học:
- Phòng thực hành Điện tử Viễn thông
- Phòng thực hành Điện tử Dân dụng
- Phòng thực hành Điện tử căn bản
- Phòng thực hành cơ bản
- Phòng thực hành nâng cao
+ Khoa Quản trị Kinh doanh - Du lịch & Thời trang
- Phòng thực hành thiết kế đồ họa
- Phòng thực hành thiết kế thời trang
- Phòng thực hành may
- Phòng thực hành nghiệp vụ buồng, bàn
+ Hệ thống xưởng thực hành: 
```
Hệ thống các xưởng thực hành đầy đủ, tiện nghi vừa kết hợp thực tập tay nghề, cùng với các xưởng bên ngoài trường, đáp ứng được việc thực tập tốt nghiệp của học sinh.
```

+ Hệ thống phòng học lý thuyết: 
```
Hệ thống 9 giảng đường cao tầng ở hai cơ sở với trên 50 phòng học đạt chuẩn. Khuân viên Trường có trang bị hệ thống Wifi miễn phí cho HSSV học tập & nghiên cứu.
```

+ Hệ thống ký túc xá: 
```
Khu nội trú cho sinh viên với diện tích 4000 m2 (cơ sở 1), đã xây dựng 4 dãy nhà cao tầng với căn hộ khép kín bảo đảm tốt điều kiện sinh hoạt, học tập  của học sinh. Có Wifi phát miễn phí.
```

## Ngành nghề đào tạo

### Bậc cao đẳng
- Hệ cao đẳng tuyển sinh chỉ tiêu: 1000, Mã Trường: CDT3901

- Hình thức tuyển: Xét tuyển theo 2 phương thức sau:
```
+ Xét tuyển dựa vào kết quả kỳ thi Tốt nghiệp THPT Quốc gia
+ Xét tuyển thí sinh tốt nghiệp THPT, dựa vào kết quả học tập lớp 12
```

- Tóm lại Điều kiện cần và đủ: Chỉ cần tốt nghiệp THPT (cấp 3)
- Các ngành tuyển sinh bậc Cao đẳng:

| Stt | Tên ngành đào tạo                            | KHỐI XÉT TUYỂN |
| 1   | Thiết kế đồ họa                              | A, D1, A1      |
| 2   | Quản trị kinh doanh                          | A, A1, D1      |
| 3   | Tài chính - Ngân hàng                        | A, A1, D1      |
| 4   | Kế toán                                      | A, A1, D1      |
| 5   | Truyền thông và mạng máy tính                | A, A1, D1      |
| 6   | Tin học ứng dụng                             | A, A1, D1      |
| 7   | Công nghệ kỹ thuật cơ khí                    | A, A1          |
| 8   | Công nghệ chế tạo máy                        | A, A1          |
| 9   | Công nghệ kỹ thuật cơ điện tử                | A, A1          |
| 10  | Công nghệ kỹ thuật nhiệt                     | A, A1          |
| 11  | Công nghệ kỹ thuật điện, điện tử             | A, A1          |
| 12  | Công nghệ kỹ thuật điện tử, truyền thông     | A, A1          |
| 13  | Công nghệ kỹ thuật điều khiển và tự động hóa | A, A1          |
| 14  | Công nghệ sinh học                           | A, B           |
| 15  | Công nghệ thực phẩm                          | A, B           |
| 16  | Công nghệ kỹ thuật hóa học                   | A, B           |
| 17  | Công nghệ kỹ thuật môi trường                | A, B           |
| 18  | Công nghệ kỹ thuật địa chất                  | A, A1          |
| 19  | Công nghệ kỹ thuật trắc địa                  | A, A1          |
| 20  | Quản lý đất đai                              | A, A1, D1      |

* Cơ hội việc làm sau khi tốt nghiệp:
1. THIẾT KẾ ĐỒ HỌA
Sinh viên được đào tạo các kiến thức về sản xuất, thiết kế và in ấn các sản phẩm đồ họa, quảng cáo, xuất bản (ấn phẩm và CD), thiết kế hoạt hình, xử lý ảnh 3D, …
* Vị trí làm việc sau khi tốt nghiệp:
Tốt nghiệp có thể làm việc tại các công ty quảng cáo, in ấn, xuất bản, các công ty hoạt động trong các lĩnh vực đồ họa, thiết kế Website, truyền thông đa phương tiện, phim ảnh,… hoặc thành lập doanh nghiệp, các công ty thiết kế, dịch vụ studio hay hình thành các thương hiệu thiết kế trên hệ thống mạng máy tính ….
2. QUẢN TRỊ KINH DOANH
Sinh viên được đào tạo kiến thức về quản lý chiến lược, chính sách kinh doanh, quản trị dự án đầu tư, kinh tế đối ngoại, đàm phán thương mại, hội nhập quốc tế. Thể hiện một phong cách riêng của một nhà quản trị trong phán đoán, xây dựng chiến lược kinh doanh trong nền kinh tế thị trường.
* Vị trí làm việc sau khi tốt nghiệp:
Tốt nghiệp có thể làm việc tại các phòng kế hoạch sản xuất, nhân sự, marketing, phòng kinh doanh, công ty xuất nhập khẩu, quản lý phân xưởng sản xuất, quản lý chi nhánh hay quản lý văn phòng đại diện…
3. TÀI CHÍNH – NGÂN HÀNG
Đào tạo kiến thức cơ bản và chuyên sâu liên quan đến tài chính – tiền tệ và các quy trình hoạt động tài chính, thống kê, kế toán, thuế, bảo hiểm trong ngân hàng và doanh nghiệp, kỹ năng kho quỹ, kỹ năng phân tích đánh giá hoạt động kinh doanh, thẩm định dự án đầu tư...
* Vị trí làm việc sau khi tốt nghiệp:
Sinh viên tốt nghiệp có khả năng đảm trách các vị trí tại tín dụng, ngân hàng, kho bạc nhà nước, công ty, tập đoàn tài chính như nghiệp vụ huy động vốn, nghiệp vụ thanh toán tiền tệ, kinh doanh ngoại hối, kiểm soát và quản lý rủi ro, thẩm định tài sản doanh nghiệp, phân tích tài chính, quản trị hoạt động ngân hàng, kế toán ngân hàng,…
4. KẾ TOÁN
Sinh viên tốt nghiệp có khả năng:
- Lập được chứng từ kiểm tra, phân loại, xử lý được chứng từ kế toán; Sử dụng được chứng từ kế toán trong ghi sổ kế toán tổng hợp và chi tiết.
- Sử dụng thành thạo phần mềm kế toán doanh nghiệp thông dụng;  Phân tích, kiểm tra, đánh giá được tình hình kinh tế, công tác tài chính, kế toán của doanh nghiệp.
* Vị trí làm việc sau khi tốt nghiệp:
Tốt nghiệp có thể làm kế toán ở các công ty, xí nghiệp, doanh nghiệp hoặc các cơ quan hành chính sự nghiệp…
5. TRUYỀN THÔNG VÀ MẠNG MÁY TÍNH
Sinh viên được đào tạo kiến thức về các lĩnh vực: Tin học văn phòng, kiến trúc mạng, cấu hình mạng, phân tích- thiết kế - lắp đặt - quản trị mạng máy tính.
Triển khai - cài đặt các dịch vụ mạng, thiết kế - xây dựng website.
* Vị trí làm việc sau khi tốt nghiệp:
Tốt nghiệp có thể làm việc tại các vị trí sau: Quản trị văn phòng, thiết kế, lắp ráp, cài đặt, bảo trì hệ thống mạng, quản trị hệ thống mạng, sửa chữa thiết bị công nghệ thông tin, cài đặt, vận hành các dịch vụ mạng, thiết kế, xây dựng website, giáo viên tin học …
6. TIN HỌC ỨNG DỤNG
Sinh viên được đào tạo kiến thức về các lĩnh vực: Tin học văn phòng, lập trình, cơ sở dữ liệu, mạng máy tính, thiết kế, xây dựng website, hệ quản trị Access, hệ quản trị SQL server,…
* Vị trí làm việc sau khi tốt nghiệp:
Tốt nghiệp có thể làm việc ở các vị trí sau: Quản trị văn phòng, thiết kế, xây dựng, gia công phần mềm, cài đặt, sửa chữa thiết bị công nghệ thông tin, xây dựng, quản lý website, giáo viên tin học…
7. CÔNG NGHỆ KỸ THUẬT CƠ KHÍ
Sinh viên được đào tạo các kiến thức về kỹ thuật cơ khí, chế tạo máy, sửa chữa, sản xuất các máy móc thiết bị, kiến thức về nguội, hàn,…
* Vị trí làm việc sau khi tốt nghiệp:
Tốt nghiệp có thể làm việc tại các công ty lắp ráp máy, sửa chữa bảo trì máy công - nông - ngư - nghiệp, công ty chế tạo máy, các nhà máy đóng tàu,
8. CÔNG NGHỆ CHẾ TẠO MÁY
Sinh viên được đào tạo các kiến thức như công nghệ chế tạo máy, kỹ thuật đo lường, dung sai lắp ghép, chi tiết máy, sức bền vật liệu, vật liệu cơ khí, máy công cụ, công nghệ CNC…
* Vị trí làm việc sau khi tốt nghiệp:
Tốt nghiệp có thể làm việc ở các phòng thiết kế, kỹ thuật, dự án ở những viện nghiên cứu, nhà máy, công trình, các nhà máy Cơ khí. Hoặc sẽ đảm nhận việc sản xuất, lắp đặt, vận hành và bảo dưỡng các sản phẩm cơ khí, máy và dây chuyền thiết bị công nghiệp....
9. CÔNG NGHỆ KỸ THUẬT CƠ ĐIỆN TỬ
Trang bị các kiến thức về hệ thống sản xuất tích hợp máy tính, khí nén – thủy lực, kiến thức về cảm biến- đo lường, robot…
* Vị trí làm việc sau khi tốt nghiệp:
Sinh viên tốt nghiệp có khả năng thiết kế, sáng tạo các sản phẩm cơ điện tử: máy móc, thiết bị, các hệ thống, dây chuyền sản xuất tự động; tiếp cận, khai thác, ứng dụng các sản phẩm cơ điện tử của các nước tiên tiến và vận hành, bảo trì, bảo dưỡng, kế thừa, phát triển trên cơ sở các sản phẩm đã có.
+ Thiết kế, vận hành hệ thống phần cứng và phần mềm điều khiển máy móc, thiết bị tự động, hệ thống sản xuất tự động
+ Chuyên viên tư vấn công nghệ, thiết kế kỹ thuật, lập trình điều khiển, thi công và chuyển giao các dây chuyền, hệ thống tự động, bán tự động tại các công ty về cơ khí, điện, điện tử
10. CÔNG NGHỆ KỸ THUẬT NHIỆT
Sinh viên được đào tạo những kiến thức cơ bản và kỹ năng chuyên môn về lạnh, điều hòa không khí, nhiệt điện, năng lượng mới…
* Vị trí làm việc sau khi tốt nghiệp:
Tốt nghiệp có thể làm việc trong các nhà máy thuộc ngành công nghiệp nhẹ, các công ty cơ điện lạnh, các cao ốc văn phòng, nhà hàng khách sạn lớn, các siêu thị…
11. CÔNG NGHỆ KỸ THUẬT ĐIỆN, ĐIỆN TỬ
Trang bị kiến thức cơ bản, chuyên sâu về kỹ thuật điện, điện tử và các giải pháp tiết kiệm năng lượng. Đào tạo sinh viên có khả năng thiết kế, xây dựng, khai thác, vận hành, sử dụng, bảo trì các thiết bị điện tử, khí cụ điện, hệ thống truyền động điện; hệ thống truyền tải, phân phối, cung cấp điện; hệ thống chiếu sáng; hệ thống điện gió, điện mặt trời,...
* Vị trí làm việc sau khi tốt nghiệp:
+ Chuyên viên kỹ thuật hoặc tư vấn thiết kế, vận hành, bảo trì mạng lưới điện tại các công ty điện lực, nhà máy điện, trạm biến áp, xí nghiệp, khu công nghiệp, khu chế xuất,...
+ Nghiên cứu viên tại các phòng thí nghiệm, các đơn vị sản xuất công nghiệp tự động hóa và điện tử hóa cao
+ Làm việc cho Tổng công ty Bưu chính viễn thông, Tổng cục Điện tử Việt Nam và các công ty trực thuộc
12.CÔNG NGHỆ KỸ THUẬT ĐIỆN TỬ,TRUYỀN THÔNG
Đào tạo kiến thức về lắp đặt, sửa chữa, bảo trì, vận hành và các thiết bị điện tử công nghiệp và dân dụng,thiết bị truyền thông.
* Vị trí làm việc sau khi tốt nghiệp:
Tốt nghiệp có thể làm việc tại các công ty chế tạo - sửa chữa - bảo trì thiết bị điện tử, bưu điện, phát thanh, truyền hình, công ty điện thoại cố định, di động; công ty dịch vụ kỹ thuật điện tử viễn thông…
13. CÔNG NGHỆ KỸ THUẬT ĐIỀU KIỂN VÀ TỰ ĐỘNG HÓA
Đào tạo kiến thức nền tảng, chuyên sâu về thiết kế, xây dựng, khai thác, vận hành, sử dụng, bảo trì các thiết bị điều khiển và tự động hóa; hệ thống truyền động điện; hệ thống đo lường thông minh. Sinh viên có khả năng thiết kế, chế tạo và điều khiển robot cũng như tất cả những thiết bị tự động phục vụ cho sản xuất, đời sống; tự động hóa ….
* Vị trí làm việc sau khi tốt nghiệp:
Tốt nghiệp có thể làm việc tại các nhà máy, xí nghiệp có dây chuyền sản xuất tự động như dây chuyền lắp ráp ô tô, tự động hóa phục vụ hàng không, nhà máy điện, các nhà máy chế biến thực phẩm, dây chuyền sản xuất vật liệu xây dựng, dây chuyền sản xuất giấy, các công ty sản xuất và chuyển giao công nghệ, kinh doanh thiết bị tự động.
14. CÔNG NGHỆ SINH HỌC
Sinh viên được đào tạo kiến thức cơ bản về sinh học đại cương, di truyền, sinh học chức năng động vật, sinh học phân tử và kỹ thuật gen, vi sinh vật, ứng dụng của vi sinh vật và di truyền học....
* Vị trí làm việc sau khi tốt nghiệp:
- Cán bộ kỹ thuật phòng thí nghiệm, quản lý và đảm bảo chất lượng sản phẩm tại các nhà máy, đơn vị sản xuất trong lĩnh vực nông, lâm, ngư,....
- Chuyên viên công nghệ sinh học tại các công ty chế biến nông sản, thực phẩm, thủy sản; các trung tâm kiểm nghiệm, phòng thí nghiệm, cơ quan nghiên cứu về công nghệ vi sinh, công nghệ sinh học thực vật, công nghệ sinh học động vật.
15. CÔNG NGHỆ THỰC PHẨM
Sinh viên được đào tạo những kiến thức cơ bản hóa thực phẩm, hóa sinh thực phẩm, dinh dưỡng học, an toàn thực phẩm, kỹ thuật thực phẩm, vi sinh thực phẩm, công nghệ chế biến thủy sản, công nghệ chế biến rau quả…
* Vị trí làm việc sau khi tốt nghiệp:
Tốt nghiệp có thể làm việc tại các vị trí như: kỹ thuật viên, chuyên viên phân tích, kiểm định chất lượng thực phẩm, chuyên viên sản xuất, chế biến thực phẩm và đồ uống….trong các doanh nghiệp hoạt động trong lĩnh vực Công nghệ thực phẩm.
16. CÔNG NGHỆ KỸ THUẬT HÓA HỌC
Gồm 3 chuyên ngành sau:
a. Hóa phân tích Sinh viên được đào tạo kiến thức về kiểm tra phân tích các chỉ
tiêu trong hoá học; phân tích và kiểm tra, xử lý môi trường nước, đất và sản xuất thực phẩm, các sản phẩm hoá học,….
* Vị trí làm việc sau khi tốt nghiệp:
Tốt nghiệp có thể làm việc ở các Sở, Viện, Trung tâm với nhiệm vụ khảo sát, điều tra, phân tích, đánh giá, thanh tra, xử lý liên quan đến công nghệ hóa học.
b. Công nghệ hóa dầu
Sinh viên được đào tạo kiến thức về hoá học, hoá dầu, như vận hành và khai thác các phương tiện chế biến dầu và các khí thiên nhiên.
* Vị trí làm việc sau khi tốt nghiệp
Tốt nghiệp có thể làm việc tại các nhà máy, công ty thuộc lĩnh vực chế biến và kinh doanh các sản phẩm hóa dầu,…
c. Công nghệ vật liệu
Sinh viên được đào tạo các kiến thức cơ bản, cơ sở và chuyên ngành về các loại vật liệu kim loại, vô cơ - ceramic và polyme, kiến thức về hoá học, vật lý và cơ học vật liệu, có thể tiếp cận với các kỹ thuật mới, thích nghi nhanh chóng khi thay đổi đối tượng công nghệ…..
* Vị trí làm việc sau khi tốt nghiệp:
Tốt nghiệp có thể làm việc tại các công ty, nhà máy sản xuất thuộc những lĩnh vực về vật liệu kim loại, vật liệu silicate và polymer …
17. CÔNG NGHỆ KỸ THUẬT MÔI TRƯỜNG
Gồm 02 chuyên ngành:
a. Quản lý môi trường
Đào tạo kiến thức về khảo sát, đánh giá hiện trạng, xác định nguyên nhân các vấn đề ô nhiễm và rủi ro môi trường bảo vệ khai thác tài nguyên thiên nhiên, đánh giá các dự án sản xuất sạch hơn….
* Vị trí làm việc sau khi tốt nghiệp:
Tốt nghiệp có thể công tác ở các Sở, cơ quan quản lý môi trường, các chi cục bảo vệ môi trường, các cơ quan tư vấn kỹ thuật quản lý môi trường, các cơ sở sản xuất, các nhà máy, khu công nghiệp…..
b. Xử lý ô nhiễm môi trường
Sinh viên được đào tạo kiến thức cơ bản về quá trình hóa học, lý học, sinh học trong công nghệ xử lý môi trường, xử lý chất thải, kiểm soát ô nhiễm môi trường công nông nghiệp.
* Vị trí làm việc sau khi tốt nghiệp:
Tốt nghiệp có thể công tác ở các Sở, cơ quan quản lý môi trường, các chi cục bảo vệ môi trường, các cơ quan tư vấn kỹ thuật quản lý môi trường, các cơ sở sản xuất, các nhà máy, khu công nghiệp…..
18. CÔNG NGHỆ KỸ THUẬT ĐỊA CHẤT
Sinh viên được đào tạo các kiến thức trong lĩnh vực địa chất như: tìm kiếm thăm dò khoáng sản, địa chất công trình, công nghệ khai thác mỏ, tuyển khoáng, môi trường,…
* Vị trí làm việc sau khi tốt nghiệp:
Tốt nghiệp có thể làm việc tại các liên đoàn, đoàn địa chất, các công ty, doanh nghiệp khai thác, kinh doanh khoáng sản, công ty tư vấn, khảo sát các công trình xây dựng, thủy điện, thủy lợi,…
19. CÔNG NGHỆ KỸ THUẬT TRẮC ĐỊA
Đào tạo kiến thức nghiên cứu, thiết kế, thi công trong lĩnh vực trắc địa, địa chính, bản đồ
* Vị trí làm việc sau khi tốt nghiệp:
Tốt nghiệp có thể làm việc ở các cơ quan như: phòng, sở tài nguyên môi trường, các công ty khai thác khoáng sản, công ty tư vấn xây dựng, thủy lợi, thủy điện …
20. QUẢN LÍ ĐẤT ĐAI
Sinh viên được đào tạo các kiến thức: sử dụng thành thạo các loại bản đồ địa chính, địa hình, bản đồ nông lâm nghiệp, các bản  đồ quy hoạch đất đai. Tổng hợp các tài liệu về đo đạc địa chính,…
* Vị trí làm việc sau khi tốt nghiệp:
Tốt nghiệp có thể làm việc tại các cơ quan như: Sở, phòng tài nguyên môi trường, địa chính huyện, xã (phường), … các công ty hoạt động trong lĩnh vực đo đạc, quản lý đất đai
Bậc cao đẳng liên thông:
Các ngành đào tạo:
1. Tin học ứng dụng
2. Kế toán
3. Công nghệ kỹ thuật địa chất
4. Công nghệ kỹ thuật trắc địa
5. Công nghệ kỹ thuật điện, điện tử
6. Công nghệ kỹ thuật điện tử, truyền thông
7. Công nghệ kỹ thuật cơ khí
8. Công nghệ kỹ thuật hóa học
9. Quản trị kinh doanh
10. Công nghệ kỹ thuật nhiệt
- Thời gian thi:
* Tháng 8 hàng năm (Theo lịch thi riêng của trường).
- Xét tuyển thẳng đối với thí sinh tốt nghiệp trung cấp đạt loại giỏi hoặc loại khá có 2 năm kinh nghiệm trở lên.

### Bậc trung cấp chuyên nghiệp
Các ngành đào tạo:
1. Tin học ứng dụng
2. Quản trị mạng máy tính
3. Kế toán doanh nghiệp
4. Công nghệ kỹ thuât địa chất
5. Trắc địa - Địa hình - Địa chính
6. Hóa phân tích
7. Công nghệ kỹ thuật cơ khí
8. Hướng dẫn du lịch
9. Điện công nghiệp và dân dụng
10. Điện tử công nghiệp
11. Quản lý doanh nghiệp
12. Công nghệ kỹ thuật ô tô - máy kéo
13. Công nghệ kỹ thuật nhiệt
14. Công nghệ hàn
15. Khai thác mỏ
16. Hệ thống điện
17. Thiết kế thời trang.
- Hình thức tuyển:
Xét tuyển học sinh tốt nghiệp THCS (lớp 9) trở lên.
- Thời gian xét tuyển:
+ Đợt 1: 10/8/2016
+ Đợt 2: 10/9/2016
- Thời gian đào tạo: 18 - 24 tháng.
Sau khi học xong được liên thông lên Cao đẳng và Đại học
Miễn 100% học phí đối với thí sinh tốt nghiệp THCS và bộ đội xuất ngũ.

### Trung cấp nghề
Các nghề đào tạo:
1. Hàn
2. Cắt gọt kim loại
3. Điện công nghiệp
4. Lắp đặt điện
5. Khoan thăm dò địa chất
6. Đo đạc bản đồ
7. Trắc địa công trình
8. Công nghệ kỹ thuật nhiệt
Xét tuyển thường xuyên trong năm
BẬC SƠ CẤP NGHỀ
Các nghề đào tạo:

### Liên kết đào tạo
- Liên kết với các trường ĐH Khoa học Huế, ĐH GTVT Tp Hồ Chí Minh đào tạo bậc Đại học hệ vừa làm vừa học các ngành: Địa chất, Xây dựng cầu đường.
- Liên kết với các trường Đại học Bách khoa Đà Nẵng, ĐH Quang Trung đào tạo liên thông từ Cao đẳng lên Đại học các ngành: Công nghệ thông tin, Công nghệ hóa học, Cơ khí chế tạo máy, Điện kĩ thuật, Điện tử viễn thông, Kế toán. Liên kết với ĐH Kinh tế Đà Nẵng đào tạo liên thông hệ VLVH từ TCCN – ĐH ngành Kế toán.
- Phối hợp với Trường ĐH Sư phạm kỹ thuật Thành phố Hồ Chí Minh, ĐH Khoa học Huế, ĐH Công nghiệp Thành phố Hồ Chí Minh, ĐH Công nghệ thực phẩm Thành phố Hồ Chí Minh, Đại học Nha Trang,…. đào tạo trình độ Đại học, liên thông từ CĐ lên Đại học; trình độ Thạc sĩ.
Các ngành đào tạo liên kết ĐH:
- Kỹ thuật Trắc địa - Bản đồ
- Kỹ thuật địa chất
- Quản lý đất đai
- Công nghệ kỹ thuật điện, điện tử
- Công nghệ kỹ thuật cơ khí
- Kế toán
- Tài chính - Ngân hàng
- Quản trị kinh doanh
- Công nghệ thông tin
- Công nghệ hóa học
Trình độ Thạc sĩ:
- Công nghệ thực phẩm
- Công nghệ kỹ thuật cơ khí
- Quản trị kinh doanh
- Kinh tế phát triển

### Nghiên cứu Khoa học
Đổi mới sáng tạo